# Fine Fare
 (janvier 2023).
Si vous disposez d'ouvrages ou d'articles de référence ou si vous connaissez des sites web de qualité traitant du thème abordé ici, merci de compléter l'article en donnant les références utiles à sa vérifiabilité et en les liant à la section « Notes et références ».
Fine Fare était une enseigne de commerce de détail au Royaume-Uni.

## Histoire
Fine Fare commence avec un supermarché unique à Welwyn Garden City en 1951 et, dès 1962, compte 200 boutiques.
En 1963, la compagnie est acquise par Associated British Foods, puis elle est revendue en 1986 à The Dee Corporation, connue maintenant comme Somerfield (en). Les boutiques sont alors progressivement renommées Gateway et le nom Fine Fare disparait à la fin des années 1980. 
Fine Fare est aussi célèbre pour avoir sponsorisé la Scottish Football League à partir de la saison 1985-86 jusqu'à la fin de la saison 1987-88 ainsi que pour être citée dans une chanson de Genesis, Aisle of Plenty, sur l'album Selling England by the Pound.